# CIADEA S.A.
CIADEA S.A. (Acrónimo de Compañía Interamericana de Automóviles S.A.) fue el nombre de un holding fundado en Argentina, que tenía bajo su mando el manejo de las acciones y la representación oficial de la marca francesa de automóviles Renault, en Argentina y Brasil. Este holding fue creado en 1992, por iniciativa del empresario argentino Manuel Antelo, sobre la base de Renault Argentina S.A., y fue finalmente disuelto en 1997 por la propia Renault de Francia, ante la consolidación de la marca en Brasil. La idea de este holding, fue la de consolidar a la marca en el continente sudamericano. Durante todo su período de existencia, CIADEA se mantuvo siempre a la vanguardia en el mercado argentino, superando a sus dos grandes rivales que ya estaban instaladas en el mercado automotor: Sevel Argentina S.A. y Autolatina.

## Historia
Luego de que en 1975 el Grupo Renault tomara el control mayoritario de la ex Industrias Kaiser Argentina y con la marca consolidada al tope de las preferencias del público nacional, en 1992 el empresario argentino Manuel Antelo propuso la idea de crear un holding que controle las acciones y la representación oficial del Grupo Renault en Sudamérica, además de devolver a la marca al mercado automotor brasileño del cual se había retirado luego de su alianza con Ford Motor do Brasil. Esta compañía, que a su vez también heredó la plaza histórica de producción en el Barrio Santa Isabel de la ciudad de Córdoba, logró hacerse del control y la representación de la marca, tomando la denominación de Compañía Interamericana de Automóviles S.A., en adelante CIADEA S.A.
Bajo el mando de CIADEA, Renault mantuvo su liderazgo en el país del Plata a la vez que comenzaba con éxito su incursión en el país Carioca. En ese entonces, además de su gama de modelos que iban desde el gran Renault 21, hacia los pequeños Renault 9 y 11, también presentó con gran éxito modelos como el Renault 19, el Renault Clío, y continuó con la fabricación y venta de sus antiguos modelos como el utilitario Renault Trafic, el Renault 12 y el Renault 18. También en ese entonces, culminaba la producción de un gran ícono de la marca, el Renault Fuego. También, con la compra a nivel mundial de Volvo Trucks por parte de Renault, CIADEA obtuvo la representación oficial de la marca en la región. Otro convenio logrado por CIADEA, fue el acuerdo mutuo de cooperación entre esta y General Motors do Brasil, en el cual CIADEA obtuvo el permiso para la fabricación en Argentina del utilitario Chevrolet C-20/D-20, además de un acuerdo de intercambio en el cual CIADEA importaba a Brasil una partida de camionetas Renault Trafic, redenominadas como Chevrolet, a cambio de vehículos GMC Chevette. En el rubro importaciones, se destacaba la presencia del Renault 25 del cual llegaron pocas unidades, siendo reemplazado luego por el lujoso Renault Safrane. Otro gran suceso de la marca, en el rubro importados, fue el pequeño y muy económico Renault Twingo, que ocupaba la vacante dejada por el Renault 4 en el segmento A.
Finalmente, esta compañía fue disuelta a pedido de la propia Renault de Francia, viendo la consolidación que comenzaba a tener la marca en Brasil, sumado al gran mercado que tenía en Argentina. Del reparto final de las acciones, Renault pasó a comandar el 61% de las mismas, dejándole solo un poco más del 15% al holding Antelo. Como resultado de esta acción, fue restablecida la filial Renault Argentina S.A., la cual continuó operando en el centro de producción de Santa Isabel.

## Modelos fabricados

### Modelos comercializados en mercados locales

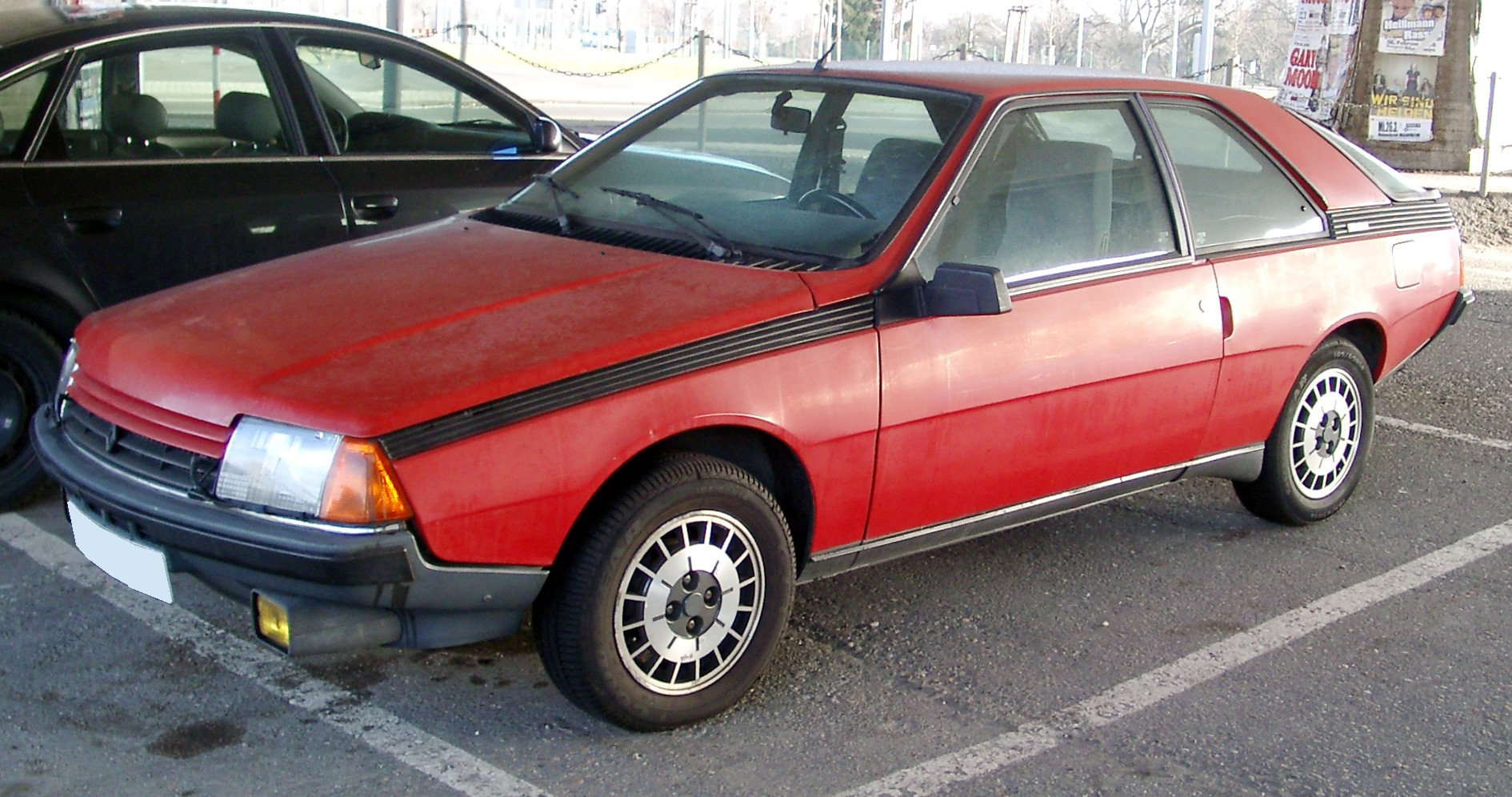
Renault Fuego: 1992 - 1993
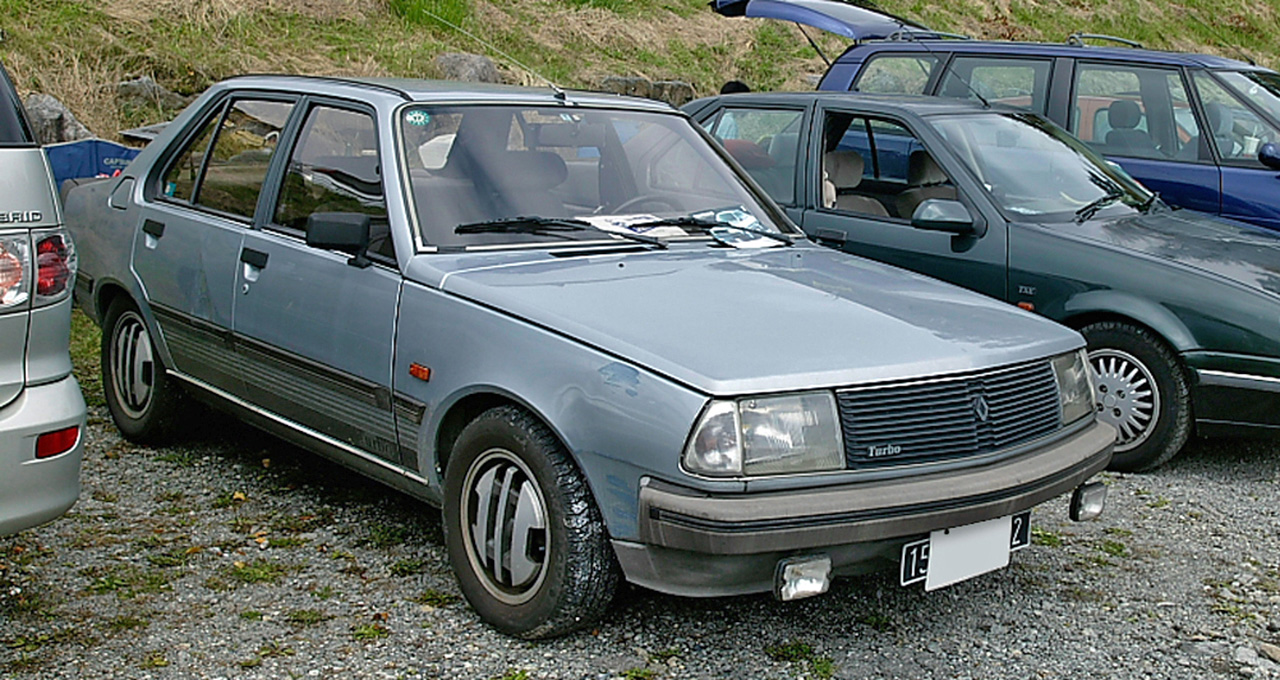
Renault 18: 1992 - 1993
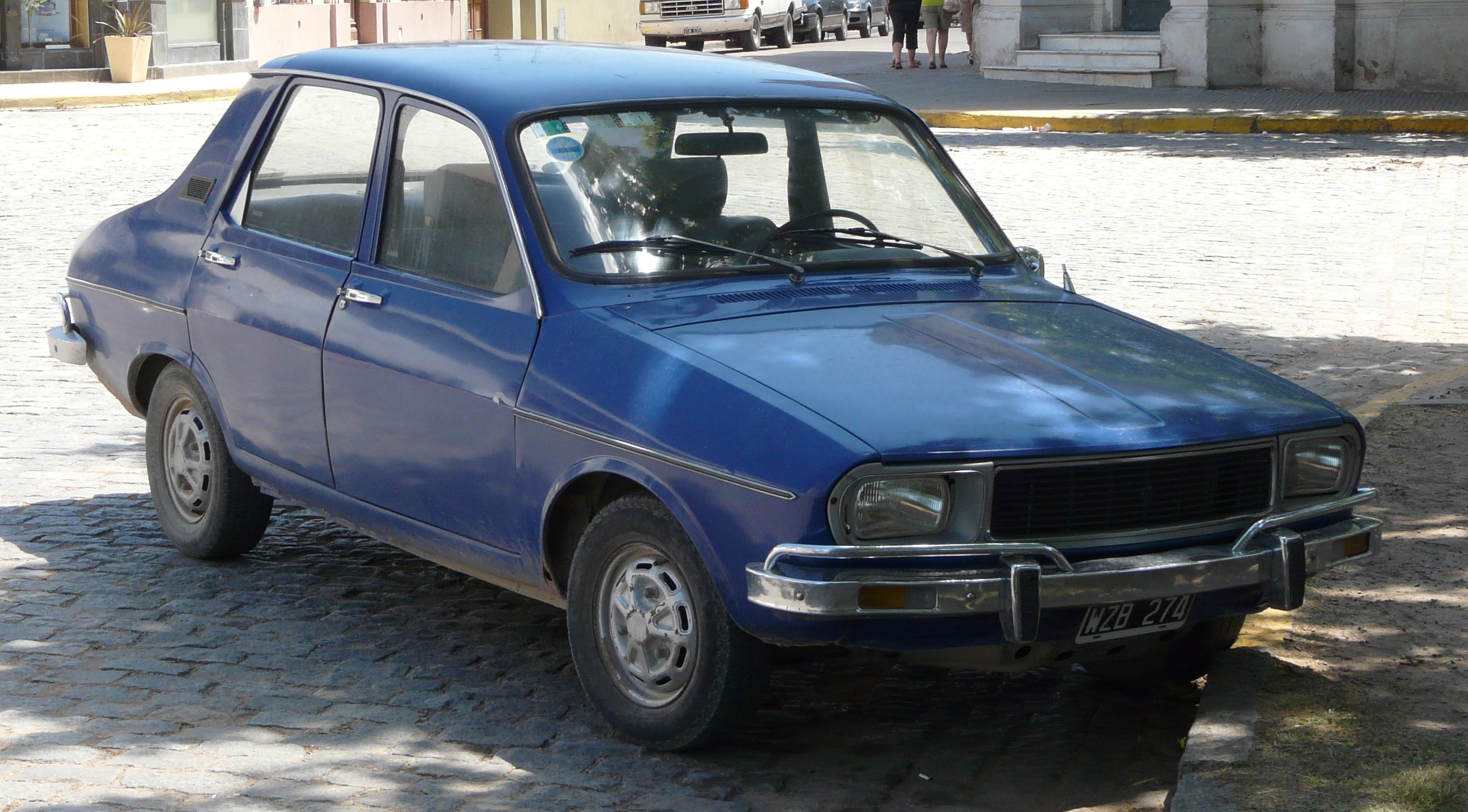
Renault 12: 1992 - 1994
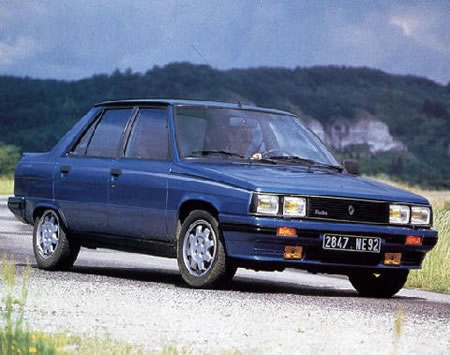
Renault 9: 1992 - 1997
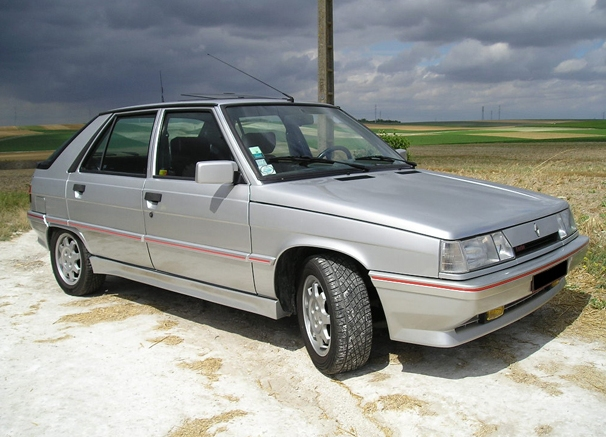
Renault 11: 1992 - 1994
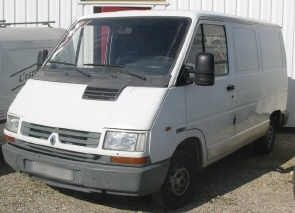
Renault Trafic: 1992 - 1997
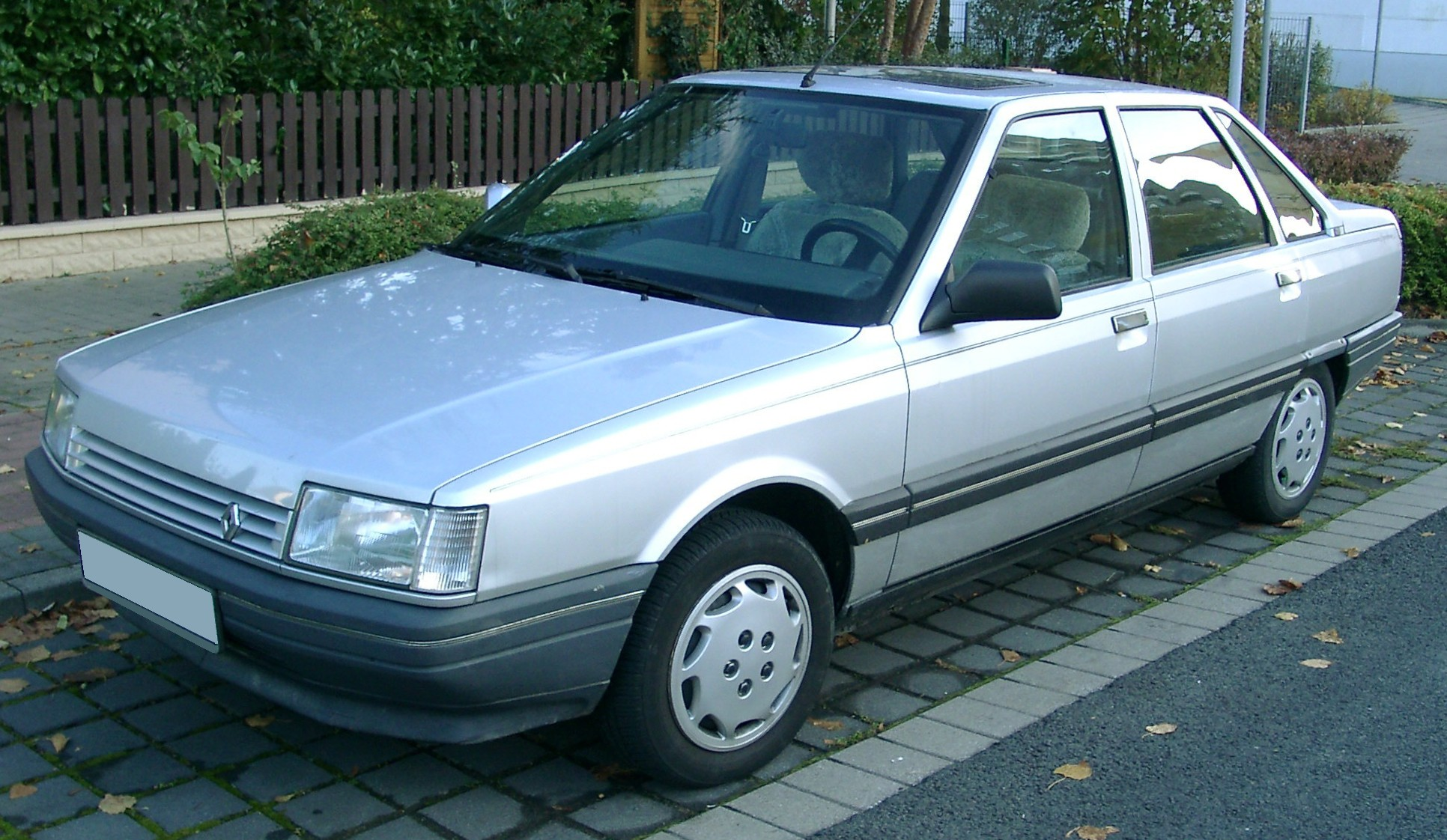
Renault 21: 1992 - 1997
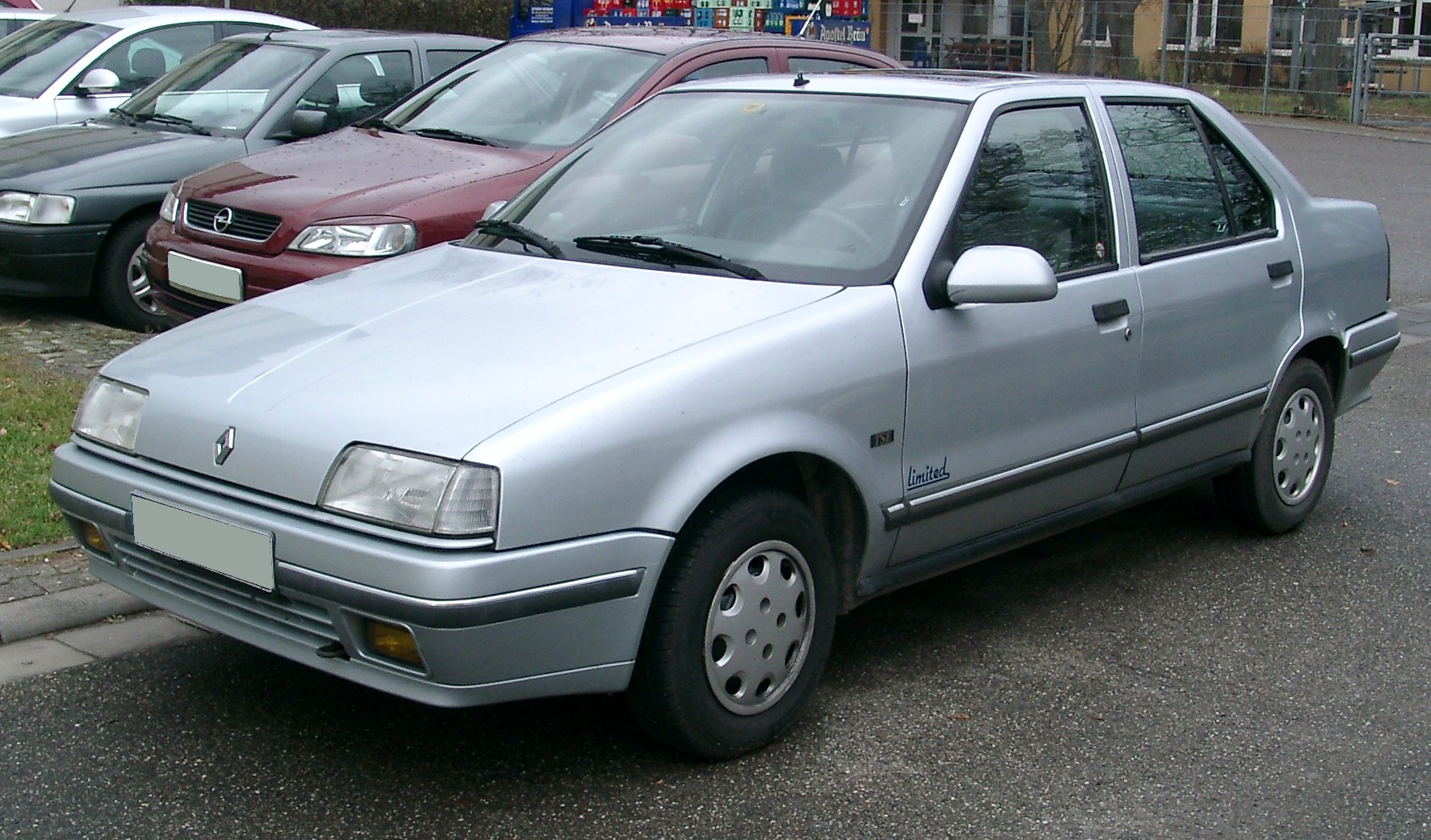
Renault 19: 1992 - 1997
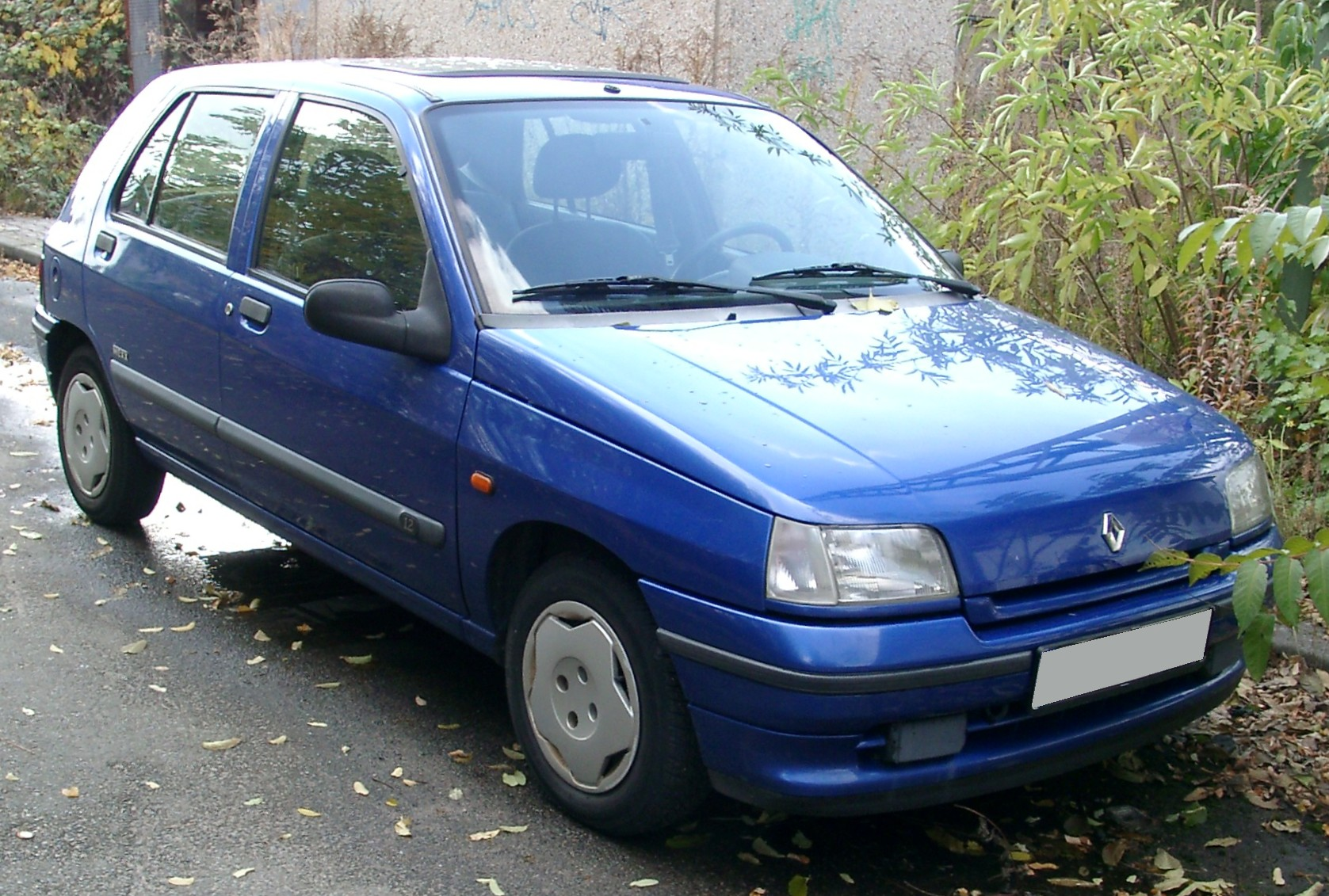
Renault Clío: 1994 - 1997
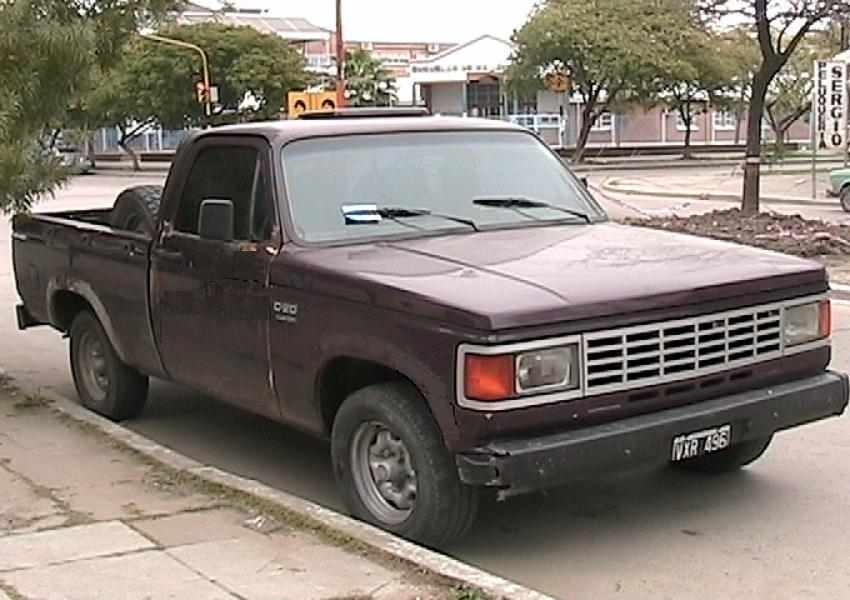
Chevrolet C-20: 1993 - 1997

### Modelos de exportación

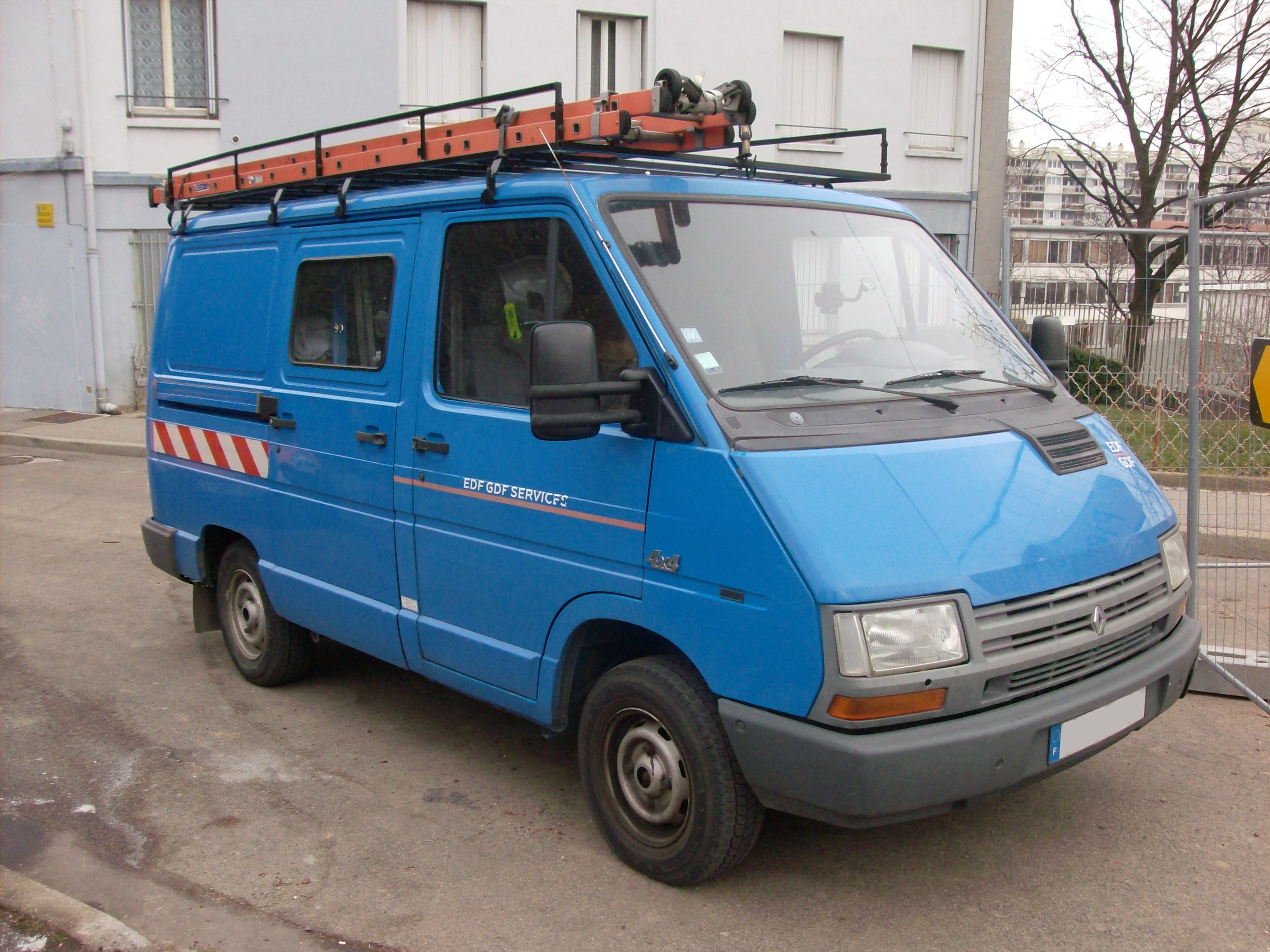
Renault Trafic
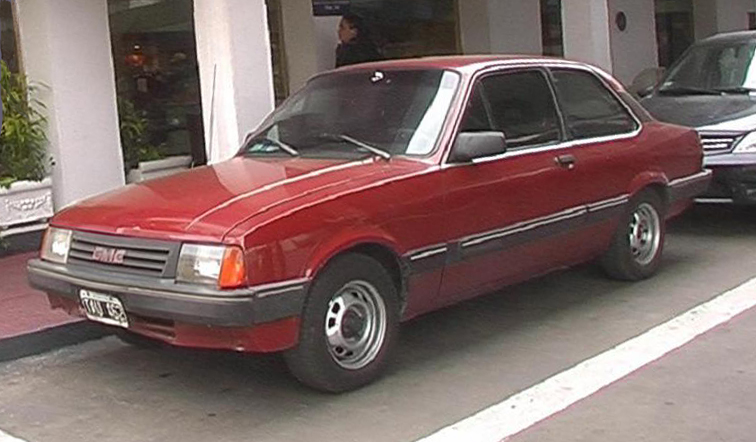
GMC Chevette

### Modelos importados

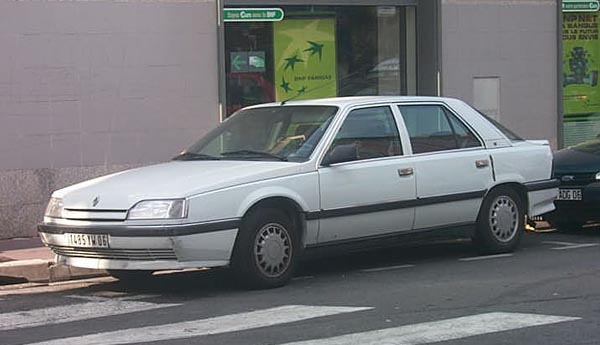
Renault 25
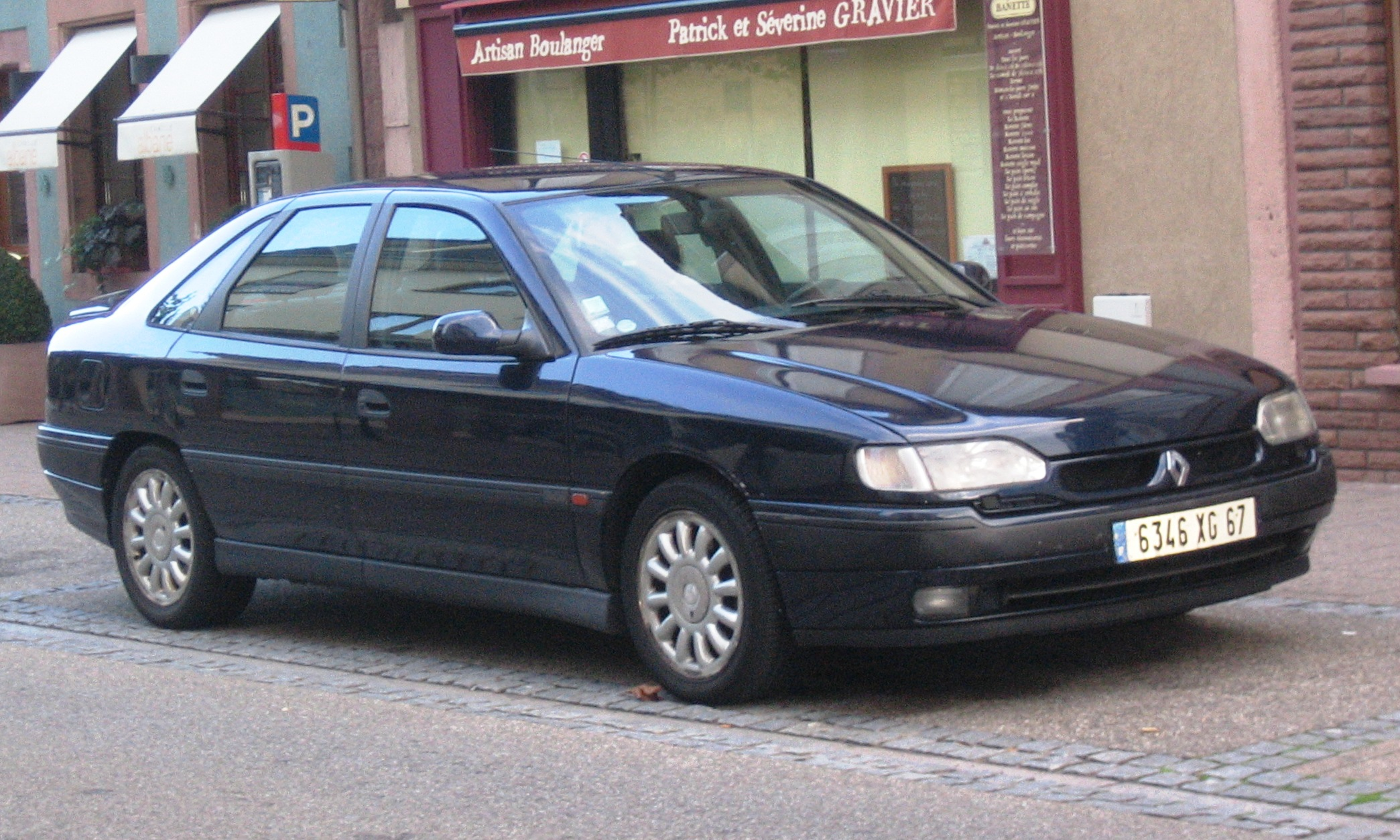
Renault Safrane
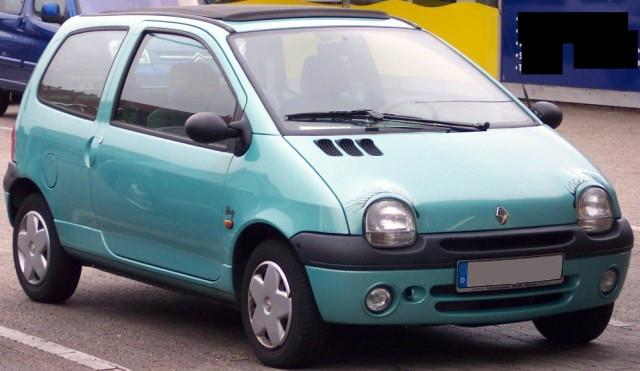
Renault Twingo
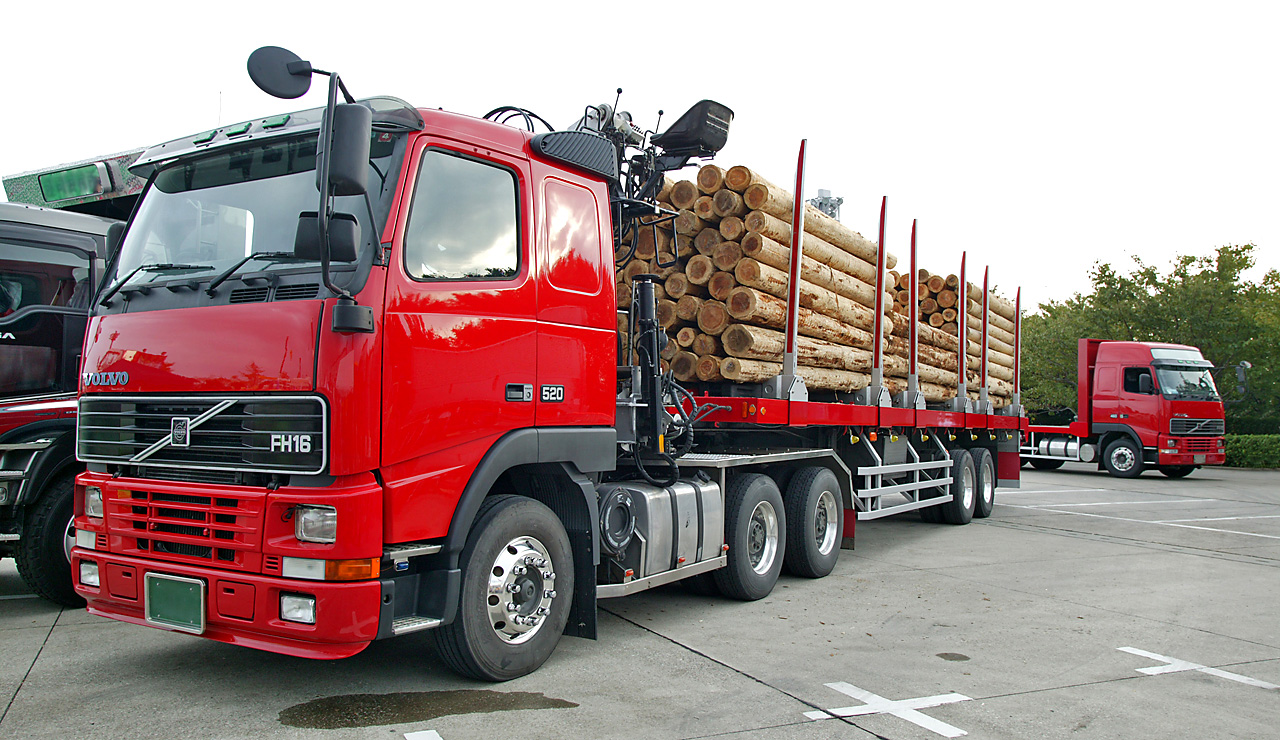
Volvo FH

Los datos cronológicos corresponden desde la creación, hasta la disolución de CIADEA.

## Compañías similares
- Autolatina
- General Motors de Argentina
- Sevel Argentina S.A.